# Maltézský záslužný řád
Maltézský záslužný řád (italsky ordine pro Merito Melitensi) je záslužným vyznamenáním Maltézského řádu.
Řád « pro Merito Melitensi » se uděluje osobám, které se zvlášť vynikajícím způsobem zasloužily o Maltézský řád. Zřízen byl nejprve v českém velkopřevorství (1916) a velmi záhy, v roce 1920 jej řádový velmistr rozšířil na celý řád. Nezakládá členství v Maltézském řádu, ale může být udělován jeho členům. Udělován je buď rozhodnutím (Dekretem) Nejvyšší rady nebo motu proprio řádového velmistra.

Kříž « pro Merito Melitensi »

## Řádové skupiny třídy
Dělení do tříd bylo zavedeno v roce 1971.

### Civilní skupina
Stuha nebo stužka je bílá s červenými pruhy na okrajích.
1. Kolana pro merito melitensi je udělována výhradně hlavám států, kteří nejsou vojáky. Insignie: kolana a náprsní zlatá hvězda.
2. Velkokříž pro merito melitensi ve zvláštní třídě. Insignie: kříž s řádovým znakem uprostřed převýšený korunou na velkostuze, zlatá osmihrotá náprsní hvězda.
3. Velkokříž pro merito melitensi. Insignie: kříž s řádovým znakem uprostřed převýšený korunou na velkostuze, stříbrná osmihrotá náprsní hvězda.
4. Velkodůstojník pro merito melitensi (pro dámy: Záslužný kříž s hvězdou). Insignie: nákrční kříž s řádovým znakem uprostřed převýšený korunou, stříbrná čtyřhrotá náprsní hvězda.
5. Komandér pro merito melitensi (pro dámy: Záslužný kříž s korunou). Insignie: nákrční kříž s řádovým znakem uprostřed převýšený korunou.
6. Důstojník pro merito melitensi (pro dámy: Záslužný kříž se znakem). Insignie: náprsní kříž s řádovým znakem uprostřed.
7. Kříž pro merito melitensi. Insignie: náprsní kříž.

K řádu jsou přičleněny také záslužné medaile:
- Zlatá záslužná medaile - vyhrazená těm, kdo při účasti na aktivitách maltézského řádu dali v sázku svůj život
- Stříbrná záslužná medaile
- Bronzová záslužná medaile

### Záslužný kříž pro duchovní
Stuha nebo stužka je černá s úzkými pruhy na okrajích.
- Velkokříž pro piis meritis pro merito melitensi. Insignie: řádový nákrční kříž převýšený korunou.
- Kříž pro piis meritis pro merito melitensi. Insignie: řádový náprsní kříž převýšený korunou.

### Vojenská skupina
Třdiy a insignie jsou obdobné jako v civilní skupině, ale s meči. Stuha nebo stužka je červená s bílými pruhy na okrajích.
1. Kolana pro merito melitensi s meči pro vojáky, kteří jsou hlavami států
2. Velkokříž s meči pro merito melitensi ve zvláštní třídě
3. Velkokříž s meči pro merito melitensi
4. Velkodůstojník s meči pro merito melitensi
5. Komtur s meči pro merito melitensi
6. Důstojník s meči pro merito melitensi
7. Kříž s meči pro merito melitensi

K řádu jsou přičleněny také záslužné medaile:
- Zlatá záslužná medaile s meči - vyhrazená těm, kdo při účasti na aktivitách maltézského řádu dali v sázku svůj život
- Stříbrná záslužná medaile s meči
- Bronzová záslužná medaile s meči